# Siphonolejeunea
Siphonolejeunea là một chi rêu trong họ Lejeuneaceae.